# Victoria Lagerström
Victoria Lagerström (Estocolmo, Suécia, 22 de outubro de 1972 é uma cantora sueca eleita Miss Suécia 1997 e representante de seu país no concurso Miss Universo, onde alcançou o top 10.
Hoje trabalha no Departamento de Saúde de Estocolmo.
Em 2007 finalizou seu primeiro CD, intitulado Heaven Sent.